# Pekingi Egyetem
A Pekingi Egyetem (angol: Peking University, egyszerűsített kínai: 北京大学, tradicionális kínai: 北京大學, pinjin: Pejcsing Tahszüe (Běijīng Dàxué)) a kínaiak Beida (北大, Pejta (Běidà)) néven is nevezik. Kína Peking Egyetemének főépülete a fővárosban található. 1898-ban alapították a száznapos reform idején, és működését a reformmozgalom bukása után is folytathatta.
1920-ban a progresszív gondolkodás központjává vált, 1926-ban Caj Jüan-pej (Cài Yuánpéi), a nyugati reformpedagógiai irányvonalak ismerője lett az egyetem rektora. Manapság, a legtöbb nemzetközi és kínai ranglista elején találjuk a Peking Egyetemet, egyik a legjobb felsőoktatási intézményeknek Kínában. 2006-ban a Times Higher Education a Pekingi Egyetemet a világ 14. legjobb felsőoktatási intézményének ítélte, 2008-ban pedig 23.-nak művészeti és humán területen történő kiemelt szintű oktatása miatt. A Peking Egyetem híres épületeinek tradicionális kínai stílusáról. Az intellektuális szabadság időszakában számos nagy gondolkodó tanult az egyetemen, beleértve Lu Xunt, Mao Ce-tungot. A Peking Egyetem jelentős események kiindulópontja volt. Több mozgalom is indult innen, például a Kínai Kulturális Mozgalom. A Tienanmen téri tüntetés innen indult.

## Nemzetközi kapcsolatok
A hallgatók, akik más országból érkeztek a Saojüan (Sháoyuán)i egyetemi kollégiumban vannak elszállásolva. Minden évben, a Peking Egyetemen megközelítőleg 2000 "külföldi" diák tanul. 2005-ben a Peking Egyetem a new york-i Cornell Egyetemmel közösen aláírt egy megállapodást, mely szerint kínai és ázsiai diákok tanulnak a Cornell Egyetemen. A Cornell előírja, hogy sajátjaik töltsenek egy szemesztert a Peking Egyetemen és építsenek nemzetközi kapcsolatokat. Egy évvel később a Peking Egyetem a Yale Egyetemmel együtt elindított egy egyetemi hallgatói programot. A hallgatók egy szemesztert külföldön töltenek, együtt tanulva a vendéglátó intézmény diákjaival. A Peking Egyetem nemzetközi tanulmányok iskolája indított egy programot a tokiói Vaszeda Egyetemmel és egy londoni közgazdasági egyetemmel (LSE).
A Pekingi Egyetemről kikerülő diplomásokból rengetegen lettek más egyetemek vezetői, például a Csinghua Egyetem vezetője lett Luo Csia-lun (Luó Jiālún), a Renmin Egyetemé Jüan Pao-hua (Yuán Bǎohuá), a Zhejiang Egyetemé Csien Szan-csiang (Qián Sānqiáng), a Fudan Egyetemé Csang Csi-zsang (Zhāng Zhìràng), a Nankai Egyetemé Teng Vej-cao (Téng Wéizǎo).

## Nemzeti Gazdasági Kutatóközpont
A kínai Nemzeti Gazdasági Kutatóközpontnak vezetője, aki egyben az egyetem közgazdasági tanszékének professzora Dr. Fan Gang több mint 100 akadémiai újságot publikált kínai és angol nyelven, több mint 200 cikket újságokban és magazinokban, több könyvet is kiadott.
Justin Lin, az intézmény vezetője a Világbank vezető közgazdásza.

## Galéria

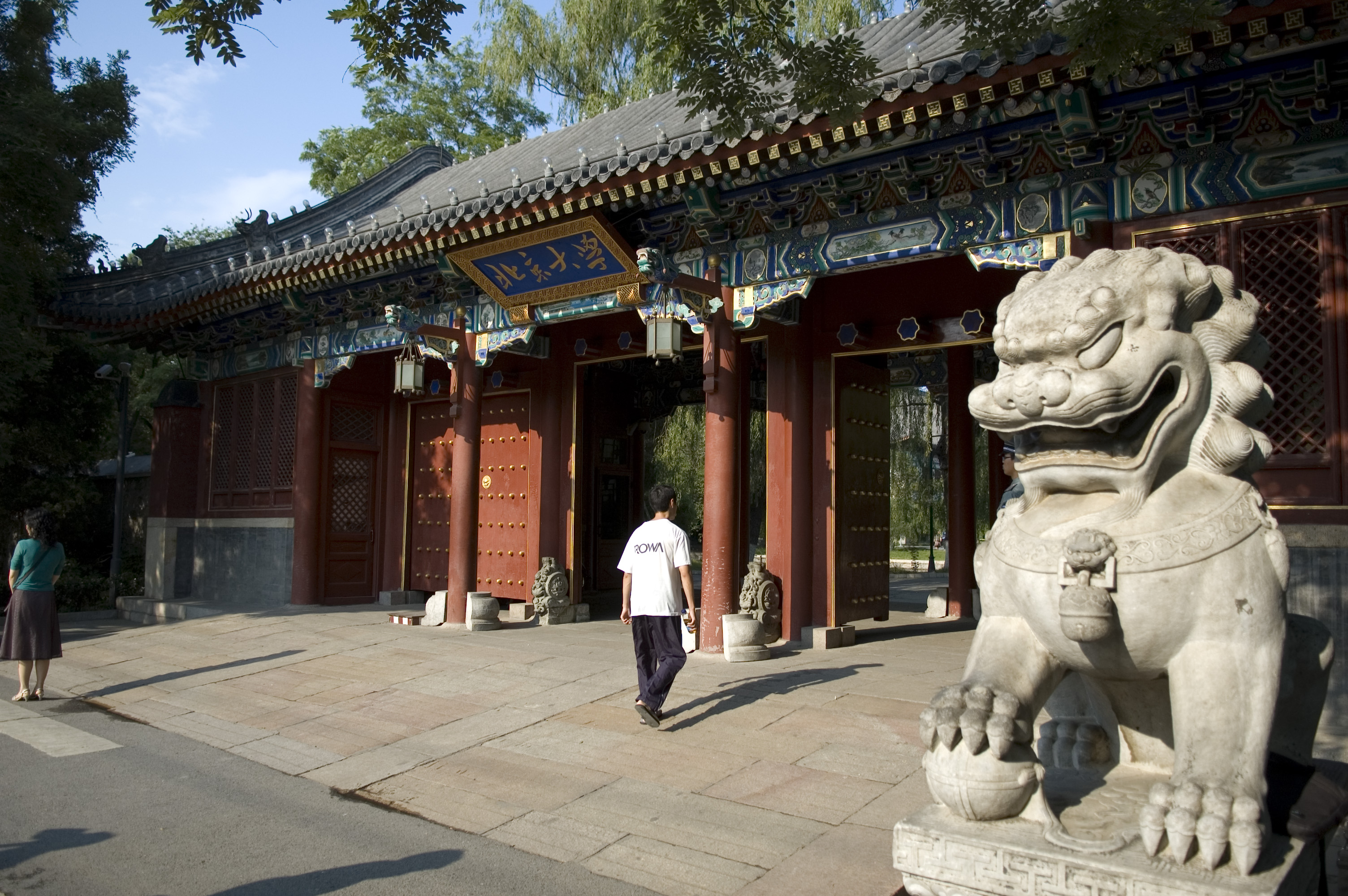
A Pekingi Egyetem területének nyugati kapuja
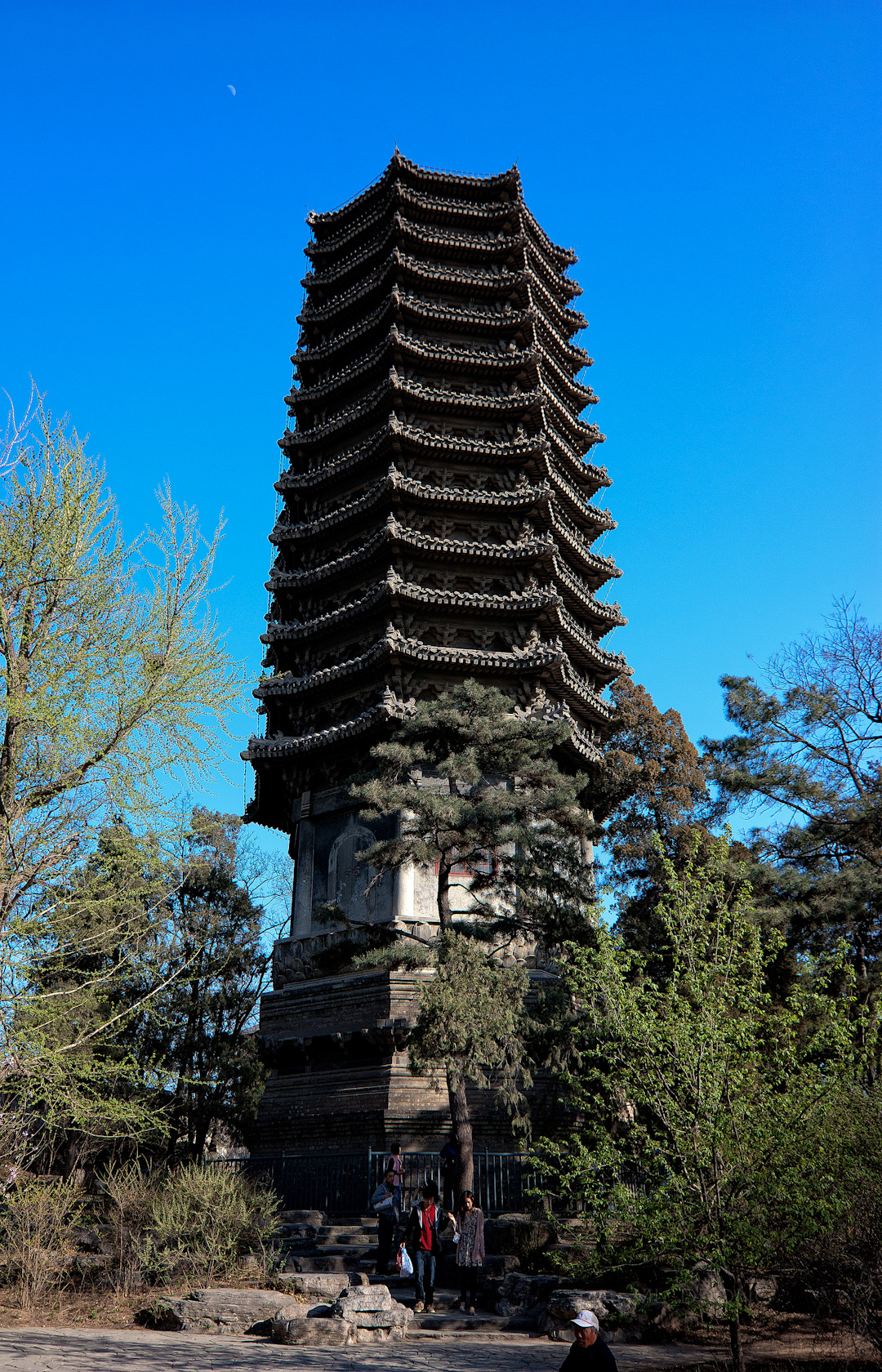
Az egyetem pagodája
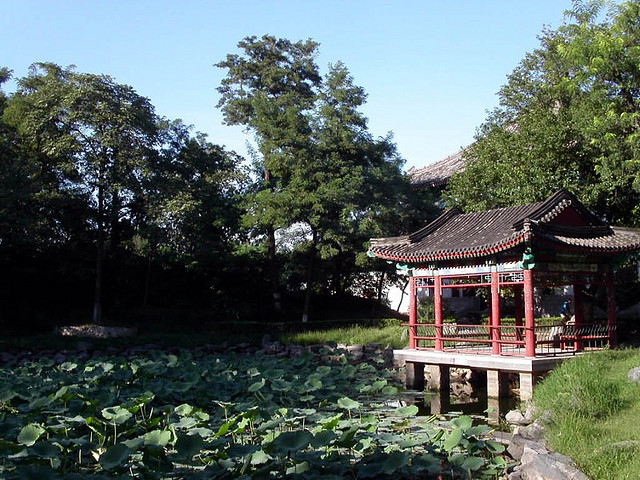
Az egyetemi terület kertjének egy része